# Asterocyphella theiacantha
Asterocyphella theiacantha är en svampart som först beskrevs av Hans Sydow, och fick sitt nu gällande namn av W.B. Cooke 1961. Asterocyphella theiacantha ingår i släktet Asterocyphella och familjen Cyphellaceae.   Inga underarter finns listade i Catalogue of Life.